# Закроівщина
Закроівщина —  село в Україні, у Коровинській сільській громаді Роменського району Сумської області. Населення становить 59 осіб. До 2017 орган місцевого самоврядування — Томашівська сільська рада.

## Географія
Село Закроівщина знаходиться між річками Хмелівка і Бишкінь. На відстані 1 км розташоване село Бессарабка, за 1,5 км - села Косенки і Коритище. По селу протікає пересихаючий струмок з загатою. До села примикає великий лісовий масив (дуб).

## Історія
- 12 червня 2020 року, відповідно до розпорядження Кабінету Міністрів України № 723-р «Про визначення адміністративних центрів та затвердження територій територіальних громад Сумської області», село увійшло до складу Коровинської сільської громади[1].
- 19 липня 2020 року, в результаті адміністративно-територіальної реформи та ліквідації  Недригайлівського району, громада увійшла до складу новоутвореного Роменського району[2].